# Naproxen
Naproxenul este un antiinflamator nesteroidian. 

## Acțiune terapeutică
Naproxen are o acțiune antiinflamatoare, antipiretică și analgezică. Se absoarbe rapid și complet la nivelul tubului digestiv ajungând la concentrația optimă în sânge după 1-4 ore de la administrare. Timpul de înjumătățire este de 12-15 ore. Naproxenul este legat în cea mai mare parte de proteinele plasmatice, traversează placenta și ajunge în laptele mamei. Aproape 90% se elimină prin urină, 70% se elimină sub formă neschimbată și restul ca metabolit demetilat, liber sau conjugat cu acidul glucuronic.

## Indicații
Osteoartrite, gută artritică, artrite reumatoide, spondilite anchilozante, reumatism articular acut și alte forme de boli reumatismale, articulare și musculare. Traumatisme în sistemul osteoarticular, sciatică, nevralgii, polineurite, tromboflebite, cefalee, infecții respiratorii acute și alte stări inflamatorii și febrile, dismenoree, iminență de naștere prematură.

## Efecte adverse
Tulburările gastrointestinale sunt mai rare și de o intensitate mai mică după administrarea Naproxenului decât după tratamentele cu salicilați sau alte antiinflamatorii nesteroidiene puternice. Spre deosebire de majoritatea antiinflamatoarelor nesteroidiene sau similare cu salicilații, Naproxenul nu conține nici un atom de azot în compoziția sa, ceea ce reduce posibilitatea apariției efectelor secundare alergice, simptomelor sistemului nervos central și complicațiilor hemopoietice. Nu are efecte cardiovasculare (indicat in LES)

## Contraindicații
Sarcină și perioada de alăptare, ulcer gastric și duodenal (contraindicație relativă), predispoziții hemoragice, hipersensibilitate la medicament (mai rar). Preparatul nu se administrează copiilor sub vârsta de 5 ani. În cazul cirozelor medicamentul trebuie administrat cu precauțiune.

## Mod de administrare
În bolile reumatice, adulților li se administrează 500 mg în timpul meselor, o dată sau de două ori pe zi, la interval de 12 ore. În forme grave, cronice doza se poate mări până la 750 mg-1 g. În guta artritică doza zilnică este de 750 mg-1 g (doza inițială este de 750 mg urmată de o alta de 250 mg la intervale de 8 ore până când apărea ameliorarea). În ciroze dozele se reduc. Copiilor peste 5 ani, care au artrite reumatice li se administrează doze de 10 mg/kg din greutatea corporală, zilnic, în două prize la interval de 12 ore. Tratamentul nu trebuie să depășească 2 săptămâni.
Naproxenul nu trebuie administrat pacienților cu sângerări gastrointestinale. Naproxenul mărește timpul de sângerare, lucru care trebuie luat în considerație, mai ales dacă se administrează simultan și anticoagulante.